# Nationaler Sicherheitsberater (Vereinigte Staaten)
Der Nationale Sicherheitsberater der Vereinigten Staaten (amtlich Assistant to the President for National Security Affairs, auch National Security Advisor) ist ein Regierungsbeamter der Vereinigten Staaten von Amerika. Er gehört dem Executive Office of the President (EOP) an. Seit Mai 2025 ist Marco Rubio Nationaler Sicherheitsberater im Kabinett Trump II.

## Geschichte
Das Amt wurde während der Präsidentschaft von Harry S. Truman durch den National Security Act vom 26. Juli 1947 geschaffen. Im Zweiten Weltkrieg hatte Harry Hopkins bereits eine vergleichbare Funktion als Berater des Präsidenten, ohne dass es offiziell das Amt gab. 1944 wurde das State-War-Navy Coordinating Committee (SWNCC), ein Gremium zur Koordinierung der Aktivitäten des Außen-, Verteidigungs- und Department of the Navy der USA, geschaffen.

## National Security Council
Der Sicherheitsberater ist Chefberater des National Security Council, eines Gremiums, das unter Leitung des Präsidenten zusammentritt, wenn dieser außen- und sicherheitspolitischen Rat braucht.

## Hierarchische Stellung
Organisatorisch gehört der Sicherheitsberater und seine Mitarbeiter zum Executive Office of the President und ist dem Präsidenten damit direkt unterstellt; der Präsident braucht bei einer Ernennung nicht die Zustimmung des Senats, es sei denn, die betreffende Person steht im Militärdienst. Dies war beispielsweise bei H. R. McMaster der Fall.

## Bisherige Nationale Sicherheitsberater
| Name                                   | Bild | Amtszeit                                  | Präsident        |
| -------------------------------------- | ---- | ----------------------------------------- | ---------------- |
| Robert Cutler                          |      | 20. Januar 1953 bis 2. April 1955         | Eisenhower       |
| Dillon Anderson                        |      | 2. April 1955 bis 1. September 1956       | Eisenhower       |
| William Harding Jackson kommissarisch  |      | 1. September 1956 bis 7. Januar 1957      | Eisenhower       |
| Robert Cutler                          |      | 7. Januar 1957 bis 24. Juni 1958          | Eisenhower       |
| Gordon Gray                            |      | 24. Juni 1958 bis 13. Januar 1961         | Eisenhower       |
| McGeorge Bundy                         |      | 20. Januar 1961 bis 28. Februar 1966      | Kennedy, Johnson |
| Walt Whitman Rostow                    |      | 1. April 1966 bis 20. Januar 1969         | Johnson          |
| Henry Alfred Kissinger                 |      | 20. Januar 1969 bis 3. November 1975      | Nixon, Ford      |
| Brent Scowcroft                        |      | 3. November 1975 bis 20. Januar 1977      | Ford             |
| Zbigniew Kazimierz Brzeziński          |      | 20. Januar 1977 bis 20. Januar 1981       | Carter           |
| Richard Vincent Allen                  |      | 21. Januar 1981 bis 4. Januar 1982        | Reagan           |
| James W. Nance kommissarisch           |      | 30. November 1981 bis 4. Januar 1982      | Reagan           |
| William Patrick Clark Jr.              |      | 4. Januar 1982 bis 17. Oktober 1983       | Reagan           |
| Robert Carl McFarlane                  |      | 17. Oktober 1983 bis 4. Dezember 1985     | Reagan           |
| John Marlan Poindexter                 |      | 4. Dezember 1985 bis 25. November 1986    | Reagan           |
| Alton G. Keel Jr. kommissarisch        |      | 26. November 1986 bis 2. Dezember 1986    | Reagan           |
| Frank Charles Carlucci III             |      | 2. Dezember 1986 bis 23. November 1987    | Reagan           |
| Colin Luther Powell                    |      | 23. November 1987 bis 20. Januar 1989     | Reagan           |
| Brent Scowcroft                        |      | 20. Januar 1989 bis 20. Januar 1993       | Bush sr.         |
| William Anthony Kirsopp Lake           |      | 20. Januar 1993 bis 14. März 1997         | Clinton          |
| Samuel Richard Berger                  |      | 14. März 1997 bis 20. Januar 2001         | Clinton          |
| Condoleezza Rice                       |      | 22. Januar 2001 bis 25. Januar 2005       | Bush jr.         |
| Stephen John Hadley                    |      | 26. Januar 2005 bis 20. Januar 2009       | Bush jr.         |
| James Logan Jones Jr.                  |      | 20. Januar 2009 bis 8. Oktober 2010       | Obama            |
| Thomas E. Donilon                      |      | 8. Oktober 2010 bis 1. Juli 2013          | Obama            |
| Susan Elizabeth Rice                   |      | 1. Juli 2013 bis 20. Januar 2017          | Obama            |
| Michael Thomas Flynn                   |      | 20. Januar 2017 bis 13. Februar 2017      | Trump            |
| Joseph Keith Kellogg Jr. kommissarisch |      | 13. Februar 2017 bis 20. Februar 2017     | Trump            |
| Herbert Raymond McMaster               |      | 20. Februar 2017 bis 9. April 2018        | Trump            |
| John Robert Bolton                     |      | 9. April 2018 bis 10. September 2019      | Trump            |
| Charles Martin Kupperman kommissarisch |      | 10. September 2019 bis 18. September 2019 | Trump            |
| Robert Charles O’Brien Jr.             |      | 18. September 2019 bis 20. Januar 2021    | Trump            |
| Jake Sullivan                          |      | 20. Januar 2021 bis 20. Januar 2025       | Biden            |
| Michael Waltz                          |      | 20. Januar 2025 bis 1. Mai 2025           | Trump            |
| Marco Rubio kommissarisch              |      | seit 1. Mai 2025                          | Trump            |